# سوزان لانغر
سوزان كاثرينا لانغر(بالإنجليزية: Susanne Langer)‏ (لقبها قبل الزواج نوث؛ 20 ديسمبر 1895 - 17 يوليو 1985) هي فيلسوفة أمريكية وكاتبة ومربية، عُرفت بنظرياتها حول تأثير الفن على العقل. كانت واحدة من أوائل النساء في التاريخ الأمريكي اللواتي امتهنّ الفلسفة بشكل أكاديمي، وأول امرأة يُعترف بها على المستوى الشعبي والمهني كفيلسوفة أمريكية. تشتهر لانغر بكتابها «الفلسفة في مفتاح جديد» 1942. في عام 1960 انتُخبت لانغر زميلةً في الأكاديمية الأمريكية للفنون والعلوم.

## حياتها
ولدت سوزان كاثرينا نوث ونشأت في الجانب الغربي من مانهاتن في نيويورك. هي ابنة أنطونيو نوث الذي عمل محامياً، ووالدتها إيلس أوليش، وكلاهما كانا مهاجرين من ألمانيا. على الرغم من أن لانغر قد ولدت في الولايات المتحدة، إلا أن لغتها الأم كانت اللغة الألمانية، إذ التزمت أسرتها بتحدث هذه اللغة طيلة فترة شبابها. مما جعلها تحتفظ باللهجة الألمانية لبقية حياتها. تعرفت على الإبداع والفن بشكل كبير، وخصوصا من خلال الموسيقى. فقد تعلمت العزف على التشيلو والبيانو، وتابعت في آلة التشيلو لما تبقى من حياتها. استمتعت لانغر كفتاة بقراءة أعمال الشعراء الكبار وكذلك أغاني الأطفال التقليدية وحكاياتهم. مما جعلها شغوفة بالقراءة والكتابة، فكتبت في كثير من الأحيان قصائدها وقصصها الخاصة للترفيه عن إخوتها الصغار. بدأ حبها للطبيعة خلال فصل الصيف الذي كانت تقضيه عائلتها في كوخها على بحيرة جورج. تزوجت من وليام ليونارد لانغر، الذي كان زميلها في جامعة هارفارد في عام 1921، وفي نفس العام نقل الزوجان دراستهما إلى فيينا، النمسا. حيث أنجبا طفلين وعادا بعد ذلك إلى كامبريدج، ماساتشوستس قبل أن ينفصل الزوجان في عام 1942. توفيت لانغر في 17 يوليو 1985.

### التعليم
ارتادت مدرسة فيلتن للبنات، وهي مدرسة خاصة بالإضافة إلى تعليمها في المنزل. في عام 1916 التحقت لانغر بكلية رادكليف. حصلت على درجة البكالوريوس في عام 1920 وتابعت دراساتها العليا في الفلسفة في جامعة هارفارد، حيث حصلت على درجة الماجستير في عام 1924 وعلى درجة الدكتوراه في عام 1926. كما كانت تحاضر في الفلسفة في رادكليف من 1927 إلى 1942. وحاضرت في الفلسفة لمدة عام في جامعة ديلاوير ولخمس سنوات في جامعة كولومبيا (1945-1950). من 1954 إلى 1962 درّست في كلية كونيتيكت. ودرّست الفلسفة أيضاً في جامعة ميشيغان، وجامعة نيويورك، وجامعة نورثويسترن، وجامعة أوهايو، وكلية سميث، وكلية فاسار، وجامعة واشنطن، وكلية ويلسلي.

## الفلسفة
أطروحة سوزان لانغر غير المطروقة سابقاً التي تدور حول ارتباط الوعي والجماليات وكذلك استخدامها غير المعتاد للغة في كتابتها جعلوها عرضة للتدقيق من قبل زملائها. بالرغم من ذلك فقد قادها هذا إلى استكشاف أكبر للوعي الإنساني بطبيعته وتعقيده.
استكشفت فلسفة لانغر العملية المستمرة لصنع المعنى في العقل البشري من خلال قوة «رؤية» شيء ما وفقاً لشيء آخر. أول عمل رئيسي لانغر كان بعنوان «الفلسفة في مفتاح جديد». وقد طرحت فيه فكرة أصبحت شائعة اليوم: أن هناك حاجة إنسانية أساسية وشائعة للترميز، وإلى اختراع المعاني، واستثمار هذه المعاني في عالم المرء.
بدايةً من نقد الفلسفة الوضعية، فإن العمل هو دراسة للفكر الإنساني الذي يمتد من نظرية علم المعاني عبر فلسفة الموسيقا، ورسم نظرية لجميع الفنون. بالنسبة إلى لانغر فإن العقل البشري «يواصل باستمرار عملية التحويل الرمزي للبيانات التجريبية التي تأتي إليها»، مما يجعلها «ينبوعاً حقيقياً لأكثر أو أقل الأفكار التلقائية».
يعد تمييز سوزان لانغر بين الرموز الاستطرادية مقابل الرموز غير الاستطرادية أحد مفاهيمها المعروفة. إذ يرتب الترميز الاستطرادي العناصر (وليس بالضرورة الكلمات) ذات المعاني الثابتة والمستقرة في السياق إلى معناً جديد. بينما يعمل الترميز غير الاستطرادي بشكل مستقل عن العناصر ذات المعاني الثابتة والمستقرة. فلا يمكن استيعاب الترميز غير الاستطرادي عن طريق بناء تدريجي لفهم أجزائه كل على حدة. إذ يجب أن يكون مفهوماً كوحدة كلية. على سبيل المثال، يمكن استخدام عنصر مستعمل في لوحة ما لتوضيح معناً مختلف تماماً في لوحة أخرى. ينطبق نفس المبدأ على درجة موسيقية في السلم الموسيقي - مثل هذه العناصر ليس لديها معناً ثابت بشكل مستقل إلا ضمن سياق العرض التقديمي بأكمله.
وقد اعتقدت لانغر أن الرمزية هي الاهتمام الرئيسي للفلسفة لأنها تكمن وراء كل معرفة الإنسان وفهمه. كما هو الحال مع إرنست كاسيرر، اعتقدت لانغر أن ما يميز البشر عن الحيوانات هو القدرة على استخدام الرموز. بينما يهيمن الشعور على كل أشكال الحياة الحيوانية، أما الشعور الإنساني فيعالج بواسطة المفاهيم والرموز واللغة. تستجيب الحيوانات للإشارات، بينما الحافز الناتج عن العلامة يكون أكثر تعقيداً بالنسبة للإنسان. يرتبط المنظور أيضاً التواصل الرمزي حيث تُدْرَس المجتمعات الحيوانية للمساعدة في فهم كيفية تأثير التواصل الرمزي على سلوك أعضاء المجموعة المتعاونة.
لانغر هي أحد الفلاسفة الأوائل الذين أولوا اهتماماً كبيراً لمفهوم الافتراضية. مستلهمة من مفاهيم هنري برجسون حول المادة والذاكرة، ربطت الفن بمفهوم الافتراضية. بالنسبة لها، لم يكن استكشاف فضاء عمل فني من قِبل خالقه سوى بناء عالم افتراضي. كما تصف الافتراضية بأنها «نوعية كل الأشياء التي تُنشأ بهدف أن تُدرك». فالافتراضية بالنسبة لها ليست مجرد مسألة وعي، بل هي شيء خارجي يُنشأ عن قصد ويوجد مادياً، كفضاء للتأمل خارج العقل البشري. كما ترى لانغر الافتراضية كفضاء مادي يخلقه الفنان، مثل اللوحة أو المبنى، وهذا «مهم كشيء قائم بحد ذاته وليس كجزء من البيئة المحيطة». وهي تعتبر الهندسة المعمارية بشكل خاص بترجمتها التصورية إلى واقع افتراضي يمكن إدراكه وليس لجعل المكان محسوساً مادياً: «المهندس المعماري، في النهاية، يتعامل مع مساحة مخلوقة، كيان افتراضي». على عكس برجسون، بالنسبة إلى لانغر، فإن الافتراضية ملموسة ويمكن أن تسبب تفاعلًا تأملياً بين البشر والأداة.
في سنواتها الأخيرة أصبحت لانغر تعتقد أن المهمة الحاسمة لعملها هي بناء نظرية تستند إلى العلم وعلم النفس عن «حياة العقل» باستخدام مصطلحات الفلسفة العملية. يمثل عمل لانغر الأخير: «العقل: مقالة حول الشعور الإنساني» ذروة محاولاتها لتأسيس تجربة فلسفية وعلمية للتجربة الجمالية، بالاعتماد على مسح مكون من ثلاثة مجلدات لمجموعة شاملة من النصوص الإنسانية والعلمية ذات الصلة.

### تاريخ الشعور
كانت رغبة لانغر في دراسة العقل وعلاقته بالفن متجذرة في نظريتها القائلة بأن الأعمال الفنية هي تمثيل للشعور الإنساني والتعبير. وقد قاد هذا لانغر إلى بناء نظرية بيولوجية للشعور تشرح أن «الشعور» هو مفهوم بيولوجي بطبيعته يمكن ربطه بعلم الوراثة التطورية. في مقالها «العقل» تعمقت لانغر في ربط التطور المبكر للإنسان بكيفية إدراكنا للعقل اليوم. كما شرحت أن الكائنات الحية الأولى قد خضعت للتصفية من خلال الاصطفاء الطبيعي، حيث تشكلت بعض السلوكيات والوظائف من أجل بقائها. تقول لانغر إن أعضاء الجسم تعمل جميعها ضمن إيقاع محدد، ويجب أن تتعاون هذه الإيقاعات مع بعضها البعض للحفاظ على الكائن الحي على قيد الحياة. وتوضح لانغر أن هذا التطور كان بداية لإطار الجهاز العصبي المركزي، الذي تعتقد لانغر أنه قلب التفاعلات المعرفية بين البشر.

## وصلات خارجية
- سوزان لانغر على موقع الموسوعة البريطانية (الإنجليزية)